# Ubiegłej nocy
Ubiegłej nocy – amerykańska komedia z 1988 roku.

## Główne role
- Keanu Reeves - Winston Connelly
- Lori Loughlin - Tara Mitchell
- Theresa Saldana - Rhonda
- Trinidad Silva - Tito
- Suzanne Snyder - Lisa
- Morgan Lofting - Mama
- Gwil Richards - Tata
- Chris Hebert - Brat
- Michael Greene - Kapitan Mitchell

## Fabuła
Winston Connelly jest kompletnym fajtłapą. Budzi się w środku nocy na ruchliwej ulicy i nie pamięta co wydarzyło się wcześniej. Ma na sobie brudny smoking. Przez kolejne godziny próbuje odtworzyć zdarzenia wczorajszego dnia. Zaprosił na bal maturalny koleżankę Tarę. Razem jechali na imprezę samochodem jego ojca. Ale zgubili drogę i trafili na slumsy. Teraz jest sam, nie ma auta ani portfela, a Tara zniknęła. Jakby tego było mało, ktoś idzie za nim i próbuje go zabić.